# Stazione di Liverpool Lime Street
La stazione di Liverpool Lime Street è una stazione ferroviaria e della metropolitana situata nel centro della città di Liverpool in Inghilterra. La stazione è una ramificazione della West Coast Main Line dalla stazione di Euston di Londra. Nel 2008-2009 è stata la seconda più trafficata dopo la stazione centrale.